# Lordomyrma striatella
Lordomyrma striatella é uma espécie de formiga do gênero Lordomyrma, pertencente à subfamília Myrmicinae.